# Ernest Michel (voyageur)
Pour les articles homonymes, voir Ernest Michel et Michel.
Ernest Pellegrin Joseph Michel, né le 6 septembre 1837 à Nice (alors province de Nice du royaume de Sardaigne) et mort le 24 janvier 1896 à Nice (Alpes-Maritimes, France), est un voyageur français.

## Biographie
Docteur en droit demeurant à Nice, il fait un premier tour du monde en 1880 par les États-Unis, le Japon, la Chine et l'Inde.
Il repart en mars 1883 de Lisbonne, passe à Dakar d'où il navigue jusqu’au Brésil dans lequel l'esclavage vit ces dernières années. Il fait escale à Pernambouc, Bahia, Rio, Sao Paulo, Montevideo et Buenos Aires. Il visite l'Argentine et ses haciendas, va jusqu'au Paraguay, mais renonce à traverser les Andes. Il revient à Buenos Aires pour prendre un bateau et franchir le détroit de Magellan pour rejoindre le Chili qu'il visite longuement, notamment Concepcion et Santiago d'où, en longeant le désert d'Atacama, il arrive à Lima. La guerre entre le Chili et le Pérou a pris fin récemment, et l'armée chilienne occupe encore le Pérou.
Spécialiste des œuvres catholiques, il étudie essentiellement les églises, couvents, écoles, hôpitaux et prisons des endroits qu'il visite. Il décrit dans chaque lieu les édifices et représentations catholiques (églises, écoles, hospices...), mais aussi les monuments, musées, transports en commun, usines, mines, industries, fermes, etc. Il analyse l'économie et le mode de colonisation de chaque pays visité avec force chiffres. Ses descriptions précises représentent un témoignage exceptionnel de cette époque, et sa curiosité est sans limite.
Il se rend ensuite à Panama (alors encore colombienne) et observe avec admiration les chantiers du canal de Panama. Il parcourt ensuite les Antilles (Jamaïque et Cuba) et rejoint le Mexique qu'il traverse entièrement pour rejoindre les États-Unis à Laredo (Texas), puis un train l'emmène à San Francisco où il s'embarque pour les îles Hawaï à bord de la Zelandia. Il arrive à Honolulu le 28 octobre 1883. Il gagne ensuite Auckland (11 novembre) où il visite la cathédrale, le collège catholique et l'hôpital puis, par la vallée de la Mangorewa, atteint Rotorua. Il voit les geysers, le lac bouillant et les White Terraces du lac Rotomahana (qui seront détruites à tout jamais en 1886 par une éruption volcanique), puis le lac Taupo et quitte Auckland à destination de Wellington où les Pères maristes l'accueillent.
Il visite encore Christchurch, Akaroa, Dunedin, Invercargill et Bluff et parvient à Hobart en Tasmanie le 10 décembre. Il décrit l'extinction des aborigènes de Tasmanie victimes des colons blancs en quelques décennies. De là, il gagne Launceston dans le nord, et passe en Australie à Melbourne le 15 décembre.
En Australie, il visite les mines de Ballarat, le vignoble de Saint-Hubert et un élevage de six cent mille moutons puis loge chez les maristes à Vila Maria. Il se rend ensuite à Botany Bay puis à Newcastle et Brisbane qu'il atteint le 2 janvier 1884.
À Sydney le 10 janvier, il embarque pour Nouméa. En Nouvelle-Calédonie, il voit Saint-Vincent, Saint-Louis, Païta et Bouloupari avant de revenir à Sydney. Il visite encore Adélaïde et quitte l'Australie le 15 février. Il passe alors à l'île Maurice, La Réunion, Aden et Suez et parcourt la Palestine.
Après la Basse-Égypte, il rejoint Naples et est reçu en audience privée à Rome par Léon XIII. Il est de retour à Nice le 30 avril 1884.

## Publications
- Un ancêtre et l’Écriture sainte, 1885
- Les Peuples nouveaux et l'Écriture sainte, réflexions d'un voyageur catholique, précédées d'une lettre de Mgr d'Hulst, 1888
- Un tour du monde en 240 jours, 1882, 1893
- 11 mars 1894. Noces d'or de la Société de St-Vincent-de-Paul à Nice, 1844-1894, 1894
- A travers l'hémisphère sud. Mon second voyage autour du monde, 1883-1884, 4 vol, 1896